# Zangyana
Zangyana (ryska: Зангяна) är en ort i Azerbajdzjan.   Den ligger i distriktet Sabirabad Rayonu, i den centrala delen av landet, 130 km väster om huvudstaden Baku. Antalet invånare är 2 379.
Terrängen runt Zangyana är mycket platt. Runt Zangyana är det ganska tätbefolkat, med 80 invånare per kvadratkilometer.. Närmaste större samhälle är Saatlı, 18,3 km söder om Zangyana.
Trakten runt Zangyana består till största delen av jordbruksmark.